# Отвар
Отва́р (арх. декокт лат. decóctum) — недозированная жидкая лекарственная форма, представляющая собой водное извлечение из растительного сырья, специально приготовленная для этой цели, предназначенная для внутреннего или наружного применения. В широком смысле — коренной синоним слова бульон. 
Технология настоев и отваров во многом похожа. Основное отличие состоит в применяемом растительном сырье и более жестких условий экстракции: при приготовлении отваров вода, с помещённым в неё лекарственным сырьём, доводится до кипения. Для отваров используются в основном кора, корни, корневища, корневища с корнями и иногда толстые жёсткие листья (например, листья брусники или толокнянки).

## Виды отваров
По способу применения выделяют отвары для внутреннего, ингаляционного и наружного применения.
По составу отвары делятся на однокомпонентные (простые отвары, состоящие всего лишь из одного компонента) и многокомпонентные (сложные отвары, состоящие из нескольких и более компонентов).